# Transports au Pérou

Autoroutes à 2 voies ou plus dans chaque sens, au Pérou en 2024, en rouge

Le transport au Pérou repose essentiellement sur la route et le chemin de fer. Le bus est le moyen de transport le plus économique. Pour les longues distances, compte tenu de la taille du pays et de l'état des routes, le transport aérien est souvent plus rapide.

## Transport routier

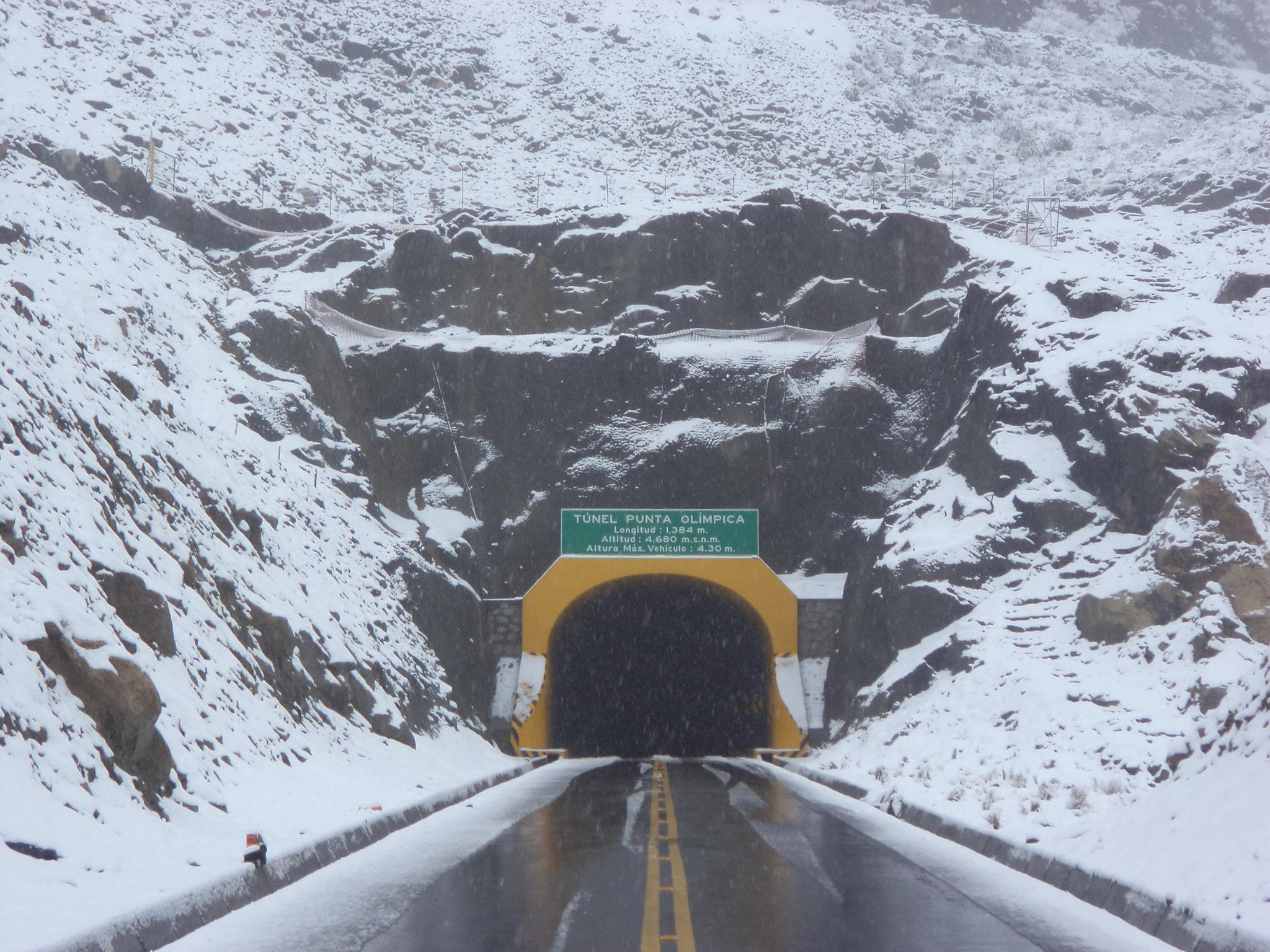
Tunnel Punta Olímpica, le plus long tunel du Pérou (1384 m), et le plus haut tunnel du monde

Le réseau routier représente 85 400 km, dont 45 000 km de routes goudronnées.
La route panaméricaine traverse le pays du nord au sud le long de la côte pacifique. La Transamazonienne (BR-230) relie le Pérou à l'océan Atlantique.
Un service de bus relie toutes les villes et la plupart des villages du pays.
Le nombre de véhicules a augmenté de façon significative dans le pays, particulièrement dans la capitale Lima ou leur nombre est passé de 774 000 en 2000 à 1,4 million en 2012.

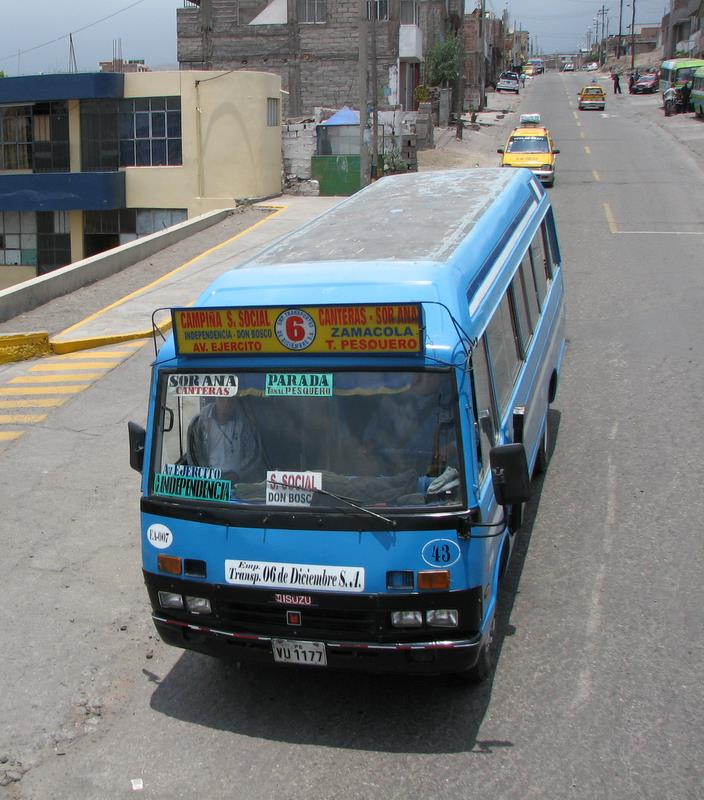
Bus au Pérou en 2009.

## Transport ferroviaire

Carte des voies ferrées du Pérou

Le réseau ferroviaire du Pérou représente 2 374 km de voies standard, et 380 km de voies étroites.

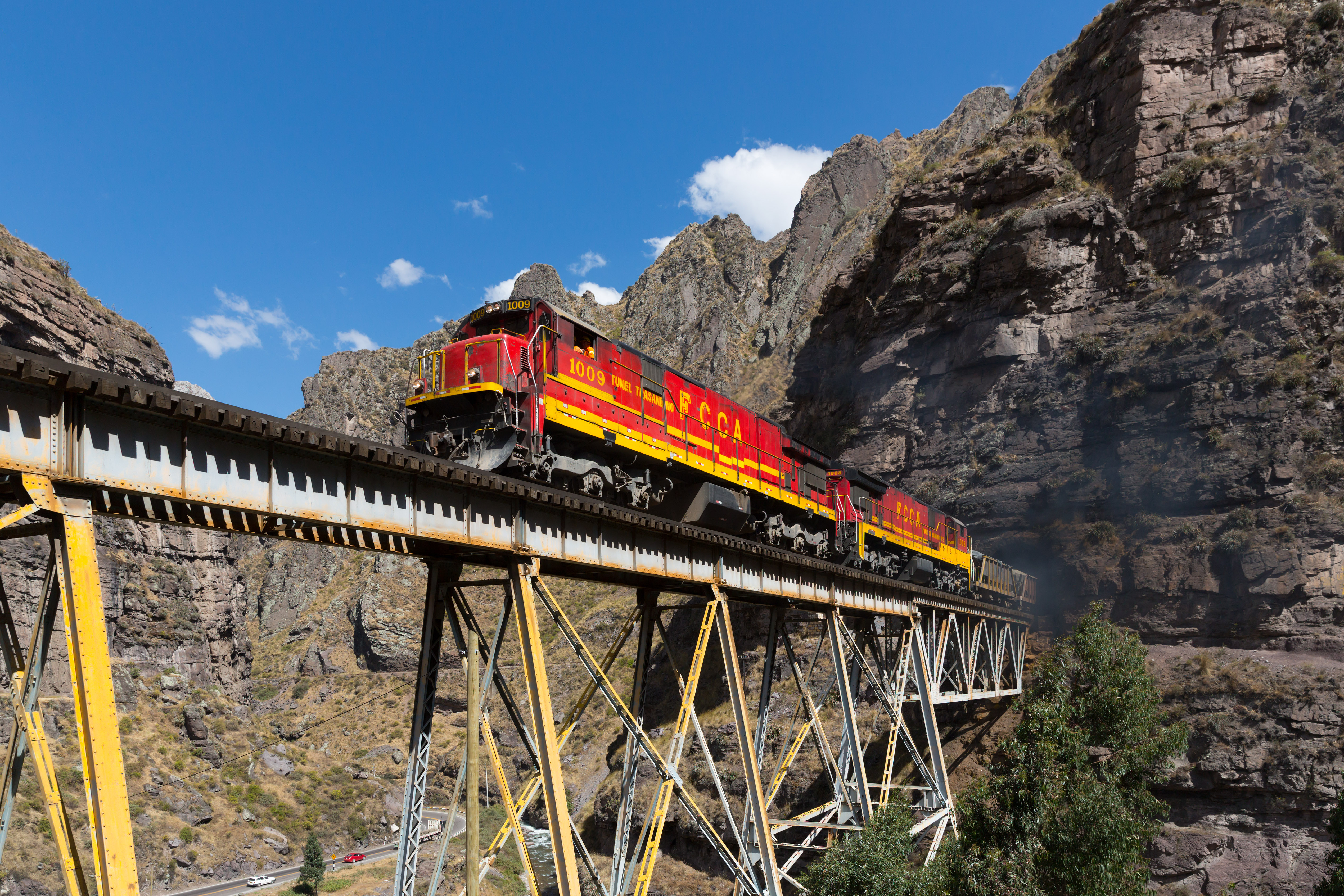
Pont entre le Rio Blanco et San Mateo
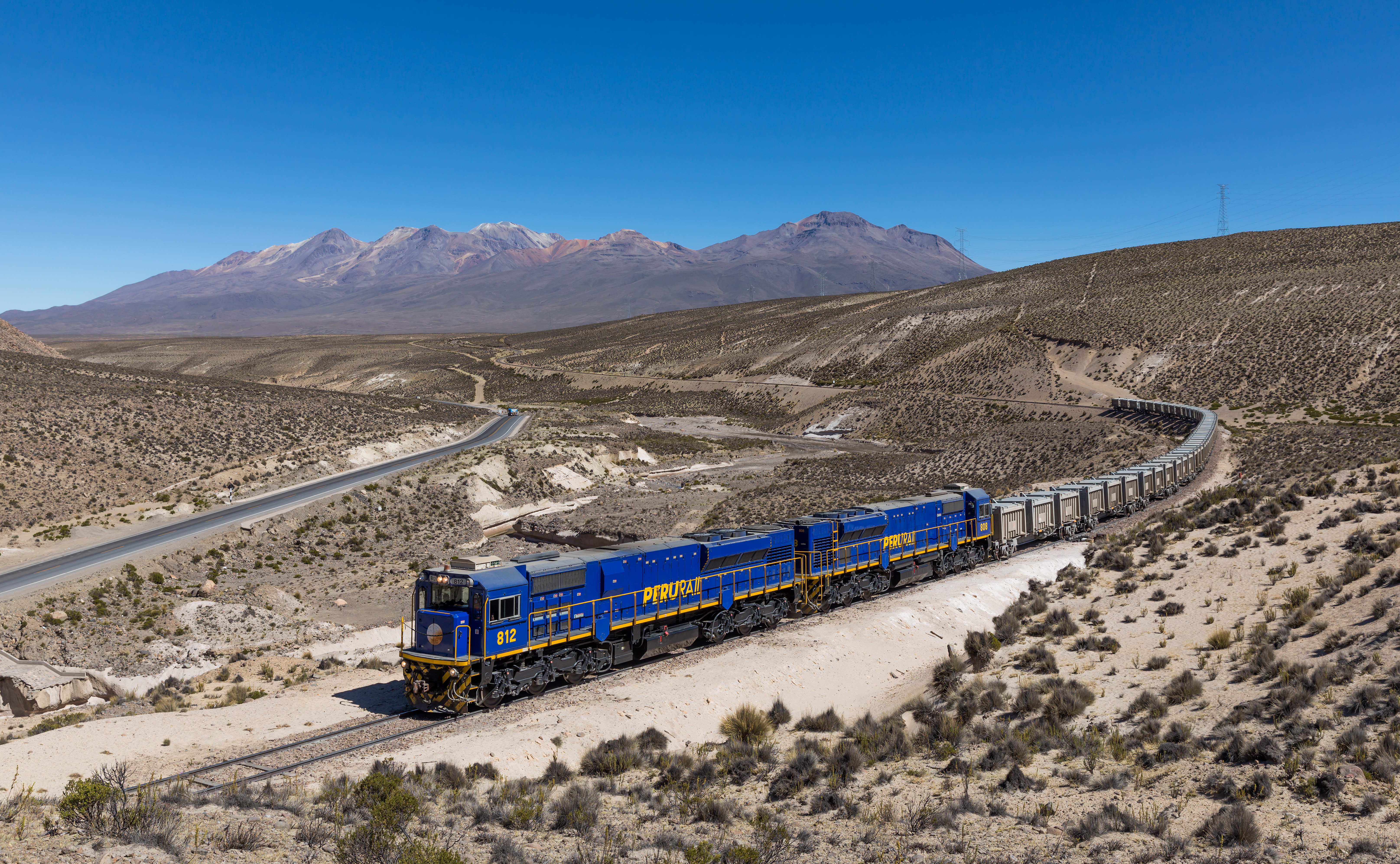
Train de conteneurs de la compagnie PeruRail entre Matarani et la mine de Las Bambas. Juillet 2017.
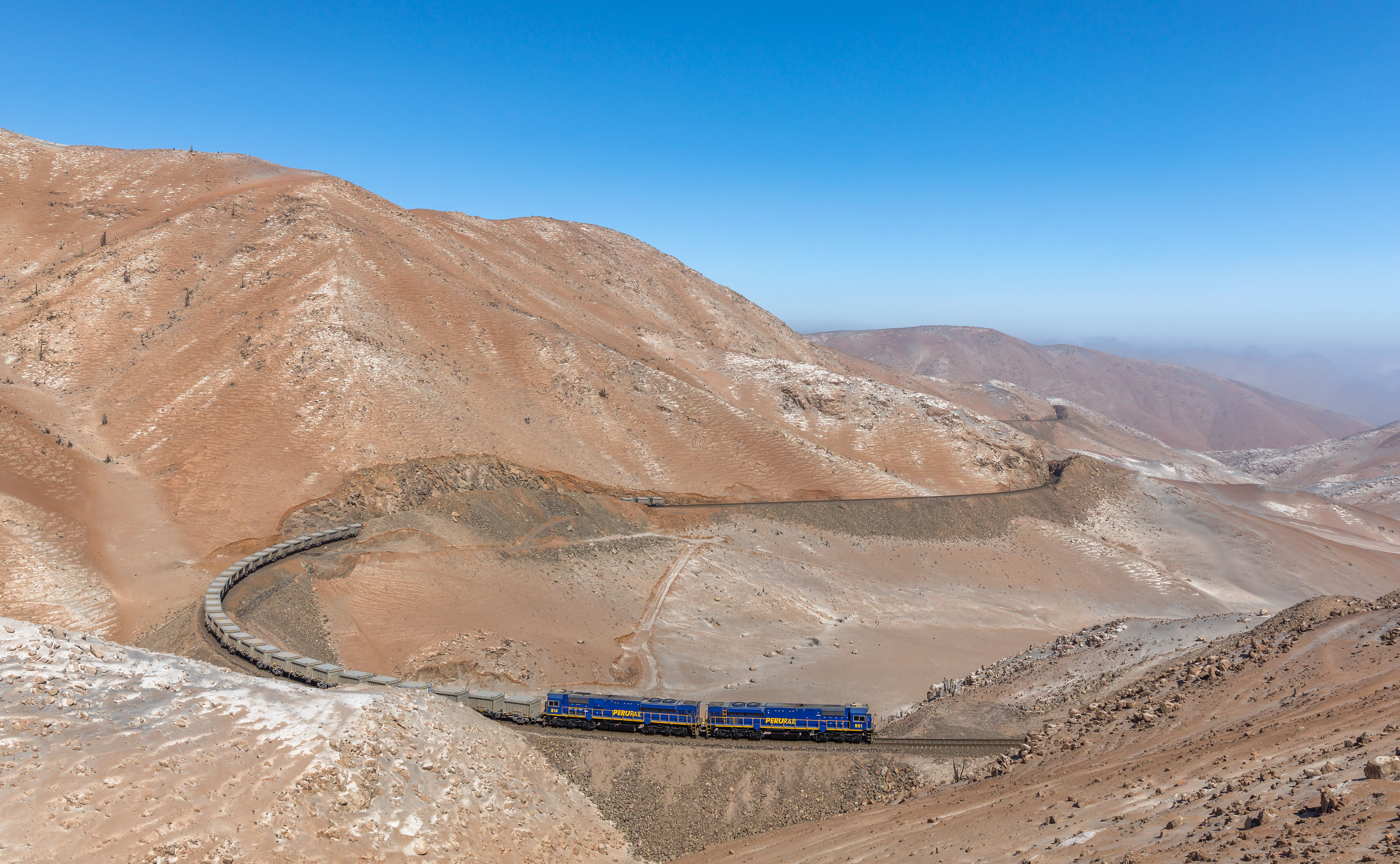
Train de conteneurs de la compagnie PeruRail pour la mine de Las Bambas. À l'arrière plan, brouillard côtier. Juillet 2017.
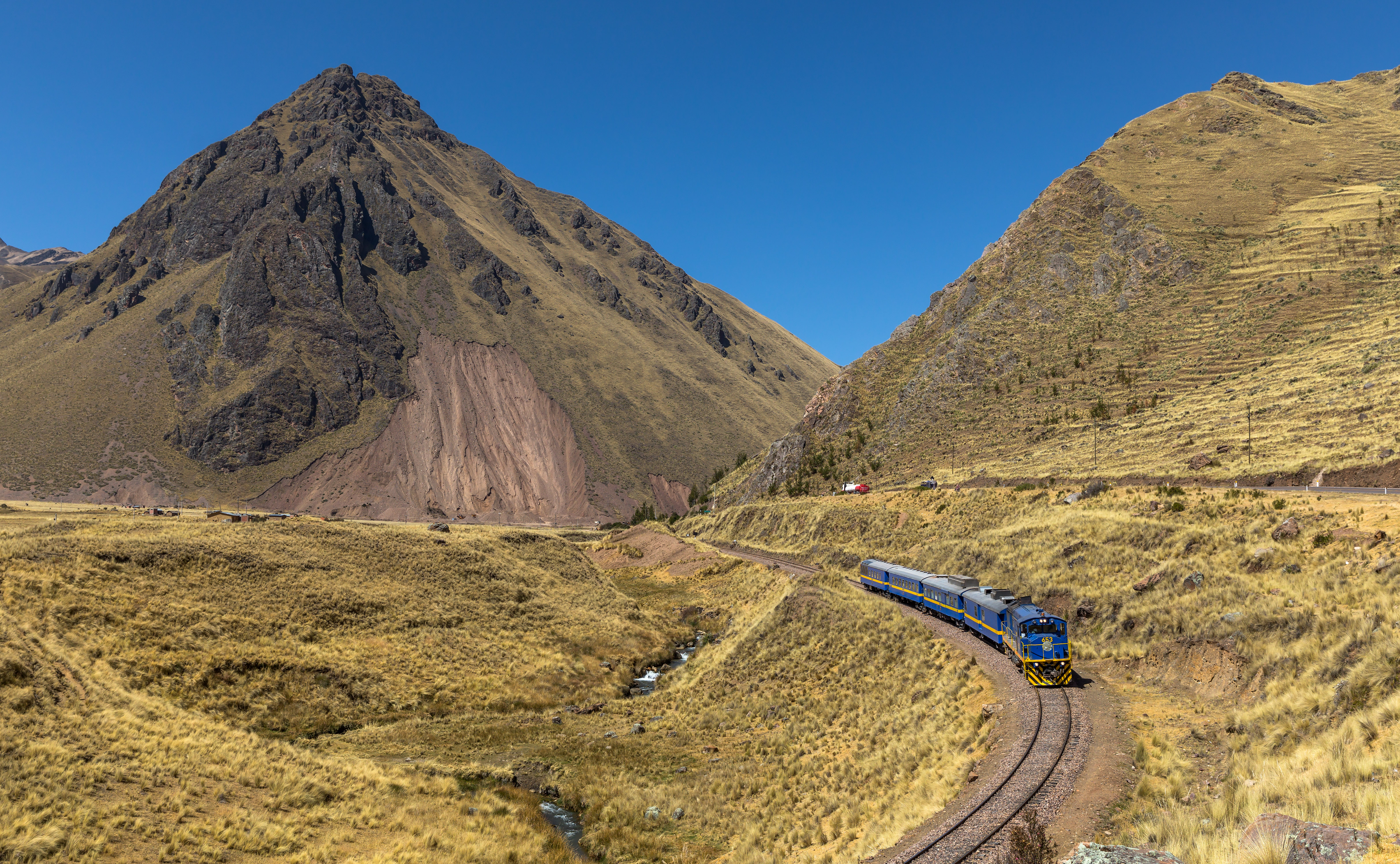
Train de voyageurs et voyageuses organisé par PeruRail sur la ligne de Puno à Cusco entre La Raya et Marangani. Juillet 2017.

La ligne Ferrovías Central est exploitée par le consortium Ferrocarril Central Andino.

## Transport maritime
La marine marchande sous pavillon péruvien se compose de 7 navires. Les principaux ports sont Callao, Chimbote, Ilo, Matarani, Paita, Salaverry General San Martín et Talara.

## Voies navigables
Le pays dispose de 8 600 km de voies navigables sur les affluents du fleuve Amazone, ainsi que sur le lac Titicaca.

## Transport aérien

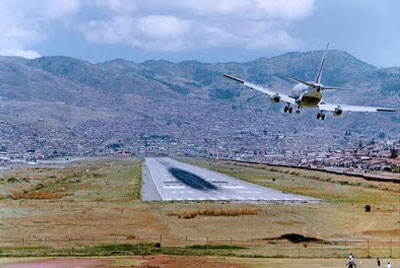
Aéroport de Cuzco.

Des vols quotidiens sont assurés entre les plus grandes villes. Les principales compagnies sont LAN Perú et Avianca Pérou (Taca Peru). Les autres compagnies sont Aero Cóndor, Cielos del Peru (spécialisée dans le fret), LC Perú (compagnie régionale), et Peruvian Airlines.
Le Pérou dispose de plusieurs aéroports internationaux : l'Aéroport international Inca Manco Cápac à Juliaca, l'Aéroport international Capitán FAP Carlos Martinez de Pinillos à Trujillo, l'Aéroport international Alejandro Velasco Astete à Cuzco, et Aéroport international Jorge-Chávez à Lima.